# Azecho
Azecho († 18. ledna 1044) byl v letech 1025-1044 biskupem ve Wormsu.
V roce 1027 se zúčastnil frankfurtské synody. Jeho hrob se nachází v kryptě katedrály ve Wormsu.